# Motorantrieb

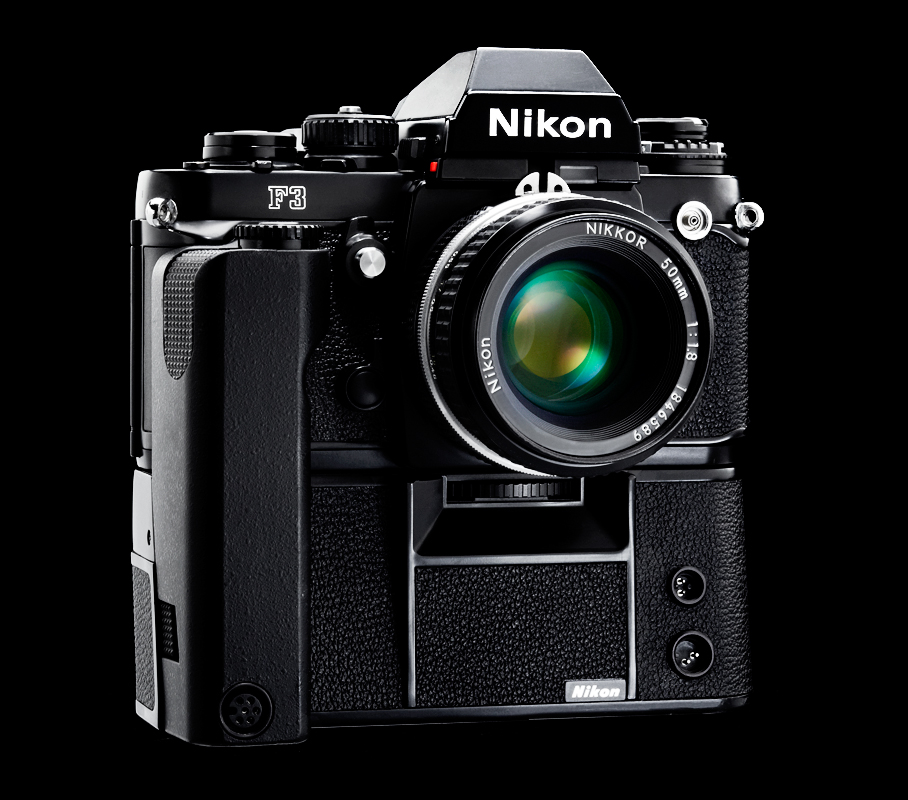
Die Profikamera Nikon F3 (1980) mit Motorantrieb MD-4, der 5,5 Bilder pro Sekunde und automatische Filmrückspulung bot. Der als Zubehör erhältliche Motor hatte im Vergleich zu ähnlichen Modellen anderer Hersteller eine relativ hohe Bauhöhe.

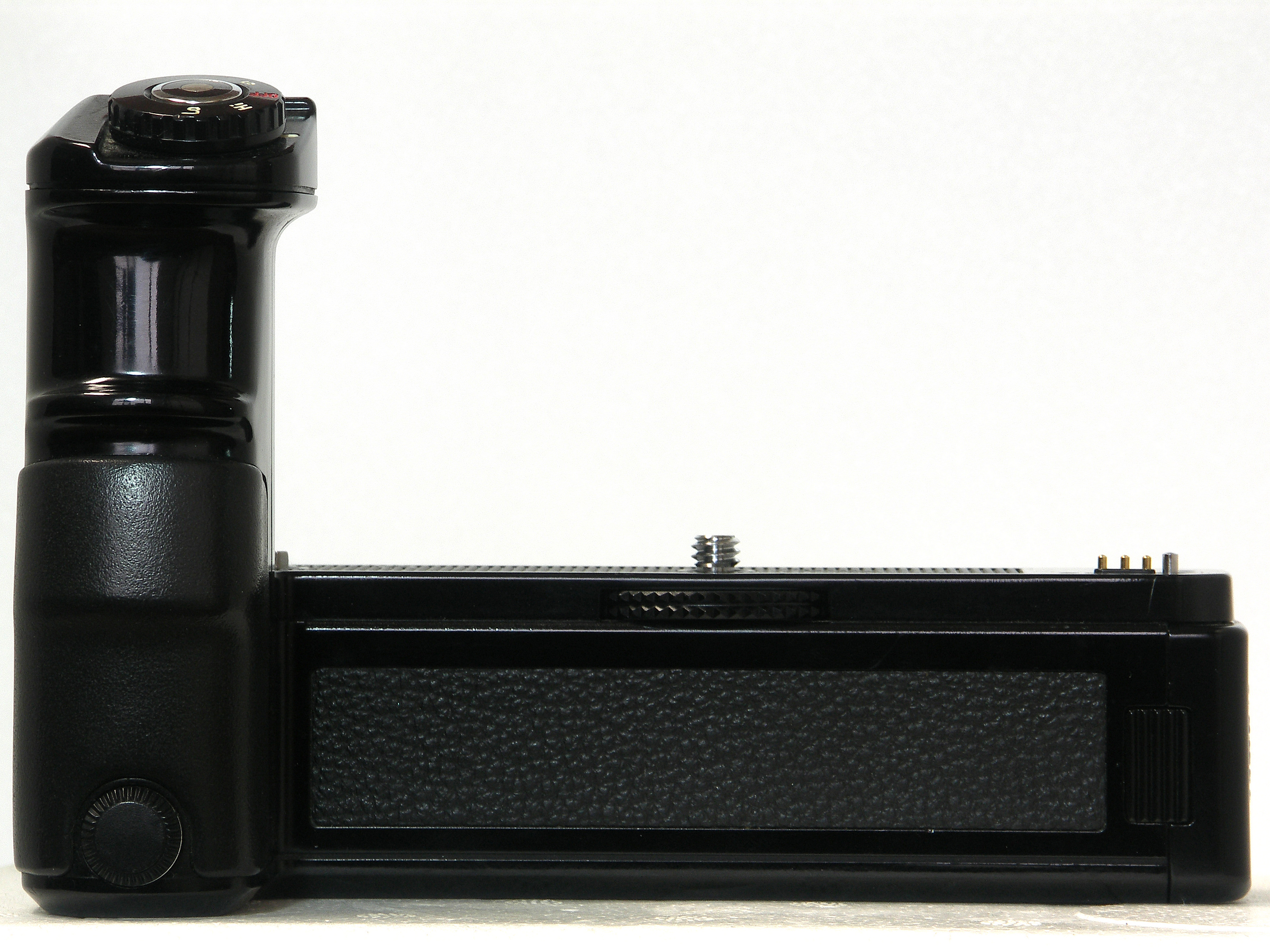
Die als relativ teures Zubehör für Kleinbild-Spiegelreflexkameras (SLR) erhältlichen Motorantriebe, wie hier von Minolta, folgten meist dem Design mit Extra-Handgriff und einem die Kamera nach unten erweiternden Hauptteil.

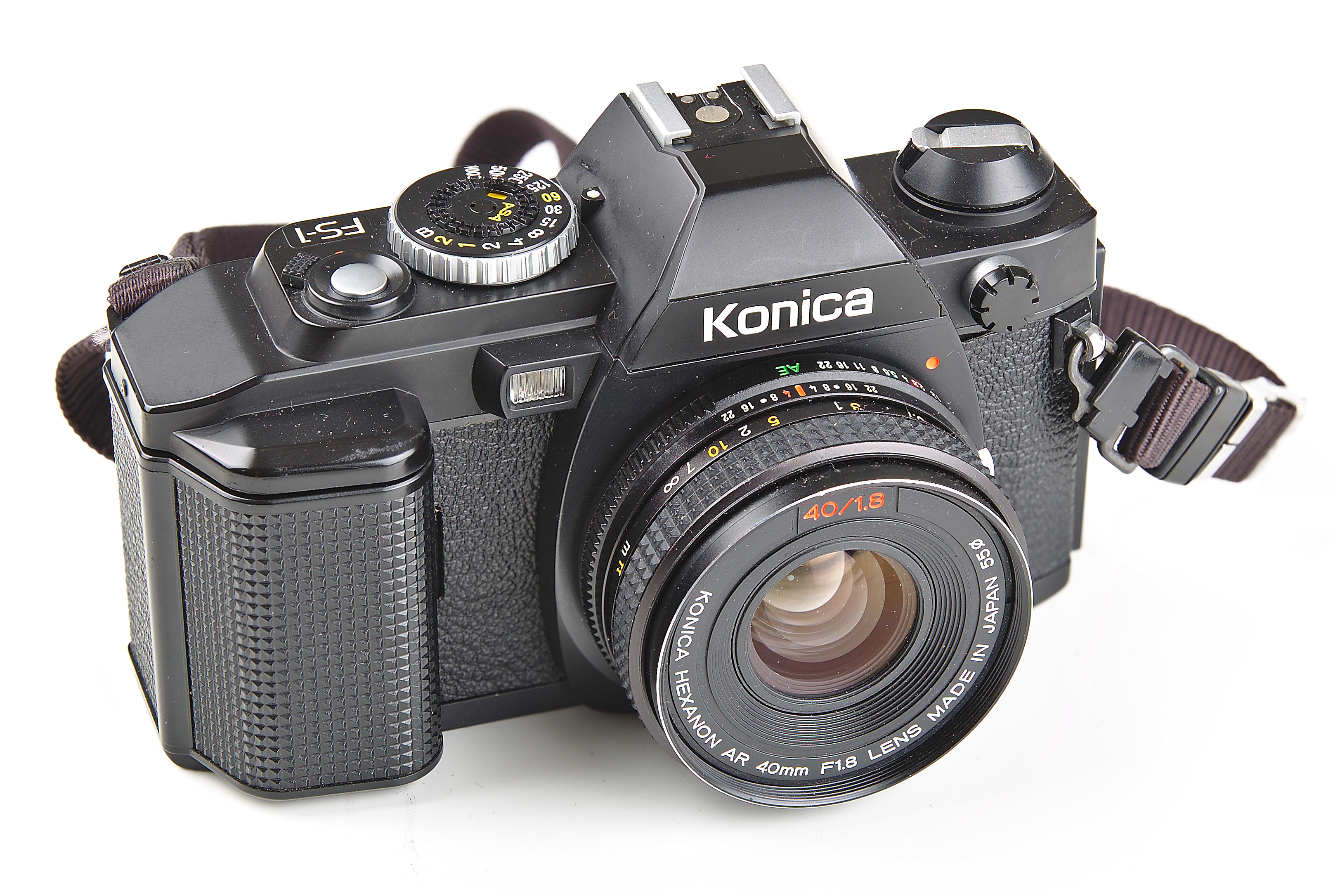
Konica FS-1, winderähnliche Geschwindigkeit, 1979

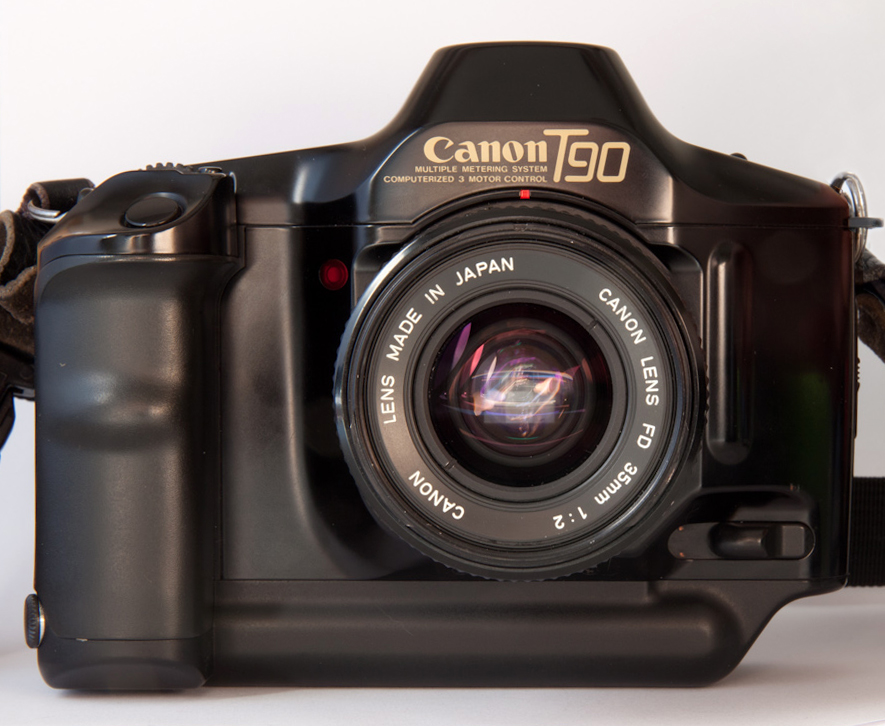
Die Canon T90 (1986), eines der letzten Canon-Kameramodelle mit manueller Fokussierung vor der Autofokus-Ära bei SLRs, hatte einen integrierten Motor mit 4,5 Bildern pro Sekunde.

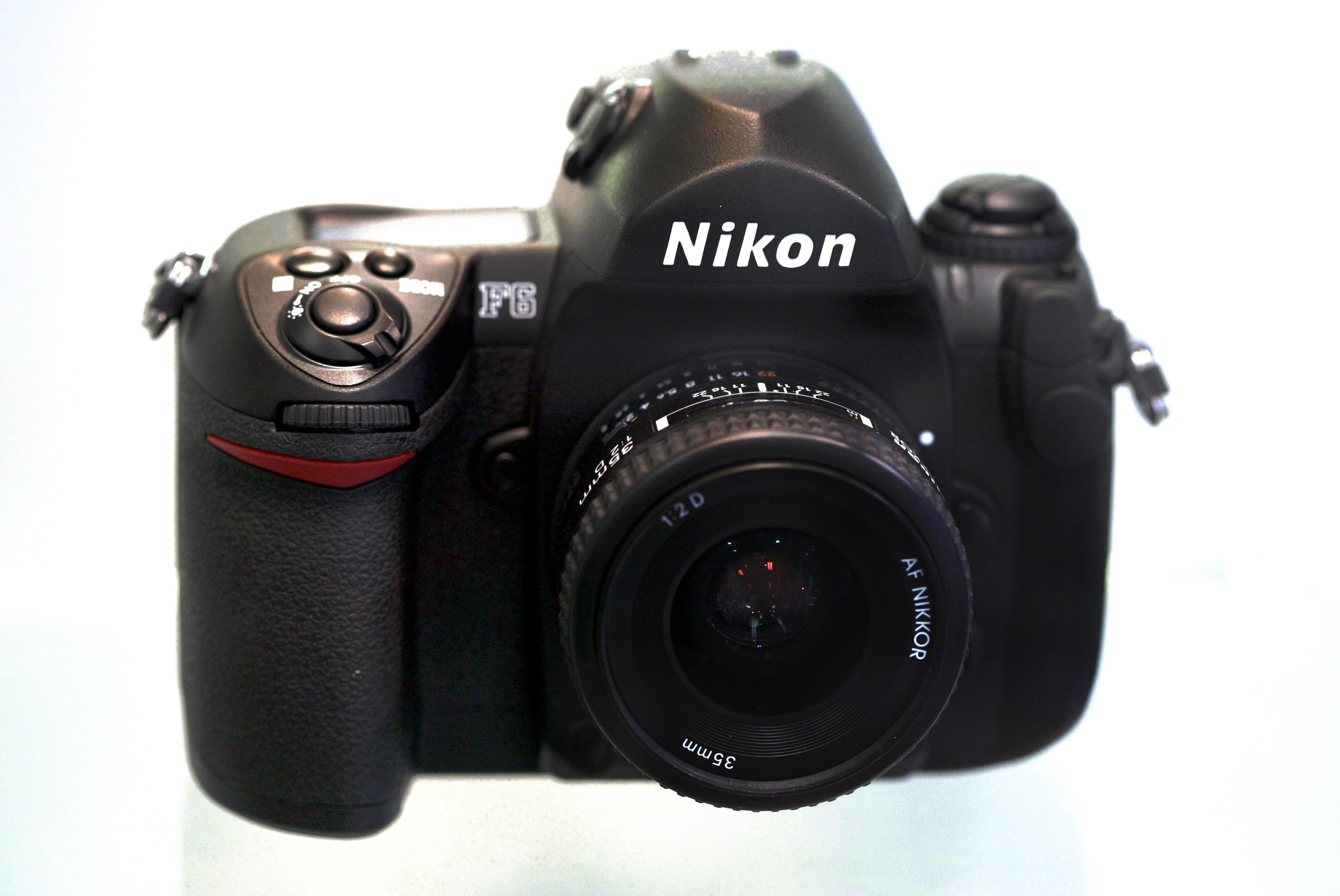
Die Nikon F6 wurde von 2004 bis 2020 gebaut und war die letzte Profi-Kamera des Herstellers für analogen Film mit integriertem Motor und Autofokus. Bei den späteren digitalen SLRs fiel der Film-Motorantrieb mangels Notwendigkeit weg.

Der Motorantrieb (international, englisch: motor drive oder (unpräzise) winder) ist bei einem Fotoapparat eine Vorrichtung zum automatischen Filmtransport und ersetzt dadurch den manuellen Transporthebel. In der Geschichte der Analogfotografie auf Filmmaterial waren das Einlegen des Films bzw. der Filmpatrone, das Weitertransportieren des Films nach einer Aufnahme sowie das Zurückspulen am Filmende komplett manuell auszuführende Vorgänge. Das Bedürfnis professioneller Fotografen nach effizienteren und schnelleren Aufnahmetechniken, besonders in der Sport-, Reportage- und Tierfotografie, und die Wünsche von Amateur- und Anfängerfotografen nach benutzerfreundlicheren Kameras waren Gründe für die Entwicklung des automatischen Filmtransports.

## Funktionsweise
Motorantriebe erlauben zumindest zwei Betriebsarten: Serienbild und Einzelbild. Bei Serienbild schießt die Kamera so lange Fotos, wie der Auslöser gedrückt ist. Bei speziellen Kameras kann so ein Film mit 36 Aufnahmen in unter vier Sekunden verbraucht werden. Normale Motoren schaffen aber „nur“ 3–5 Bilder die Sekunde. Motoren, die „nur“ zwei Bilder in der Sekunde transportieren können, nennt man auch Winder. Schnelle Motoren bieten dann oft noch eine Unterteilung des Serienbildmodus in verschiedene Bildfrequenzen (langsam und schnell). Einigen Kameras können bei permanent hochgeklapptem Spiegel noch zusätzlich Reserven bei der maximalen Bildfrequenz entlockt werden, wodurch jedoch für die Dauer der Aufnahmeserie das Sucherbild verschwindet bzw. der Sucher dunkel wird.
Beim Einzelbild-Modus transportiert die Kamera den Film nach der Aufnahme nur um ein Bild weiter, auch wenn der Auslöser gedrückt bleibt. Wird der Serienbild-Modus zum Beispiel von Sportfotografen gebraucht, findet der Einzelbild-Modus oft in der Porträtfotografie Einsatz, um stets einen sog. Nachschuss machen zu können, welches oft das bessere Foto ist, weil das Modell entspannter (und damit natürlicher) schaut.
Da Digitalkameras keinen Film benötigen, haben sie natürlich auch keinen Motorantrieb. Hier dienen integrierte Motoren nur noch zum Spannen des Verschlusses, für den Autofokus und das Zoomen mit der Zoomwippe.

## Geschichte und Entwicklung
Der erste Motor in einer Kleinbild-Kamera wurde 1936 für die Leica vorgestellt. Er besaß ein mechanisches Federwerk, kam also ohne Strom aus. Der erste elektrische Motorantrieb wurde 1957 für die Nikon S-Serie (Messsucherkameras) vorgestellt. Das war der S-36, welcher als F-36 für die Spiegelreflexkamera Nikon F ebendiese zu der Profikamera ihrer Zeit machte. Dieser Motor war es, der alle anderen Hersteller veranlasste, auch elektrische Motoren für ihre Kameras zu bauen.
Mit der weiteren Entwicklung der Elektronik wurde der elektrische Motor später nicht mehr mechanisch gesteuert (durch den Auslöser), sondern „wusste“ durch die elektronisch gesteuerte Verschlussmechanik, wann er den Film frühestens weiter transportieren darf. Vorher musste der Fotograf bei längeren Verschlusszeiten bedenken, dass die Motor-Frequenz nicht mit der Verschlussmechanik in Konflikt gerät und die Mechanik der Kamera beschädigt. Als erste Kamera mit eingebautem (Mikro-)motor gilt die im Jahr 1979 von Konica vorgestellte Konica FS-1. Die von 1964 bis 1968 gebaute Zenith 5 und besonders die Minolta sr-m (1970–1975) waren durch den Antrieb deutlich größer.
Mit Einführung der Autofokus-Spiegelreflexkameras Ende der 1980er Jahre (insbesondere Minolta 7000) besaß die Kamera einen zweiten Motor für die Scharfstellung des Objektivs. Wurden die Motoren vorher als Zubehörteil unten an die Kamera angeschraubt (über das Stativgewinde und eine Transportkupplung), wanderten sie nun als fester Bestandteil in das Kameragehäuse. Diese Kameras besaßen dann keine Möglichkeit mehr, den Film manuell zu transportieren.

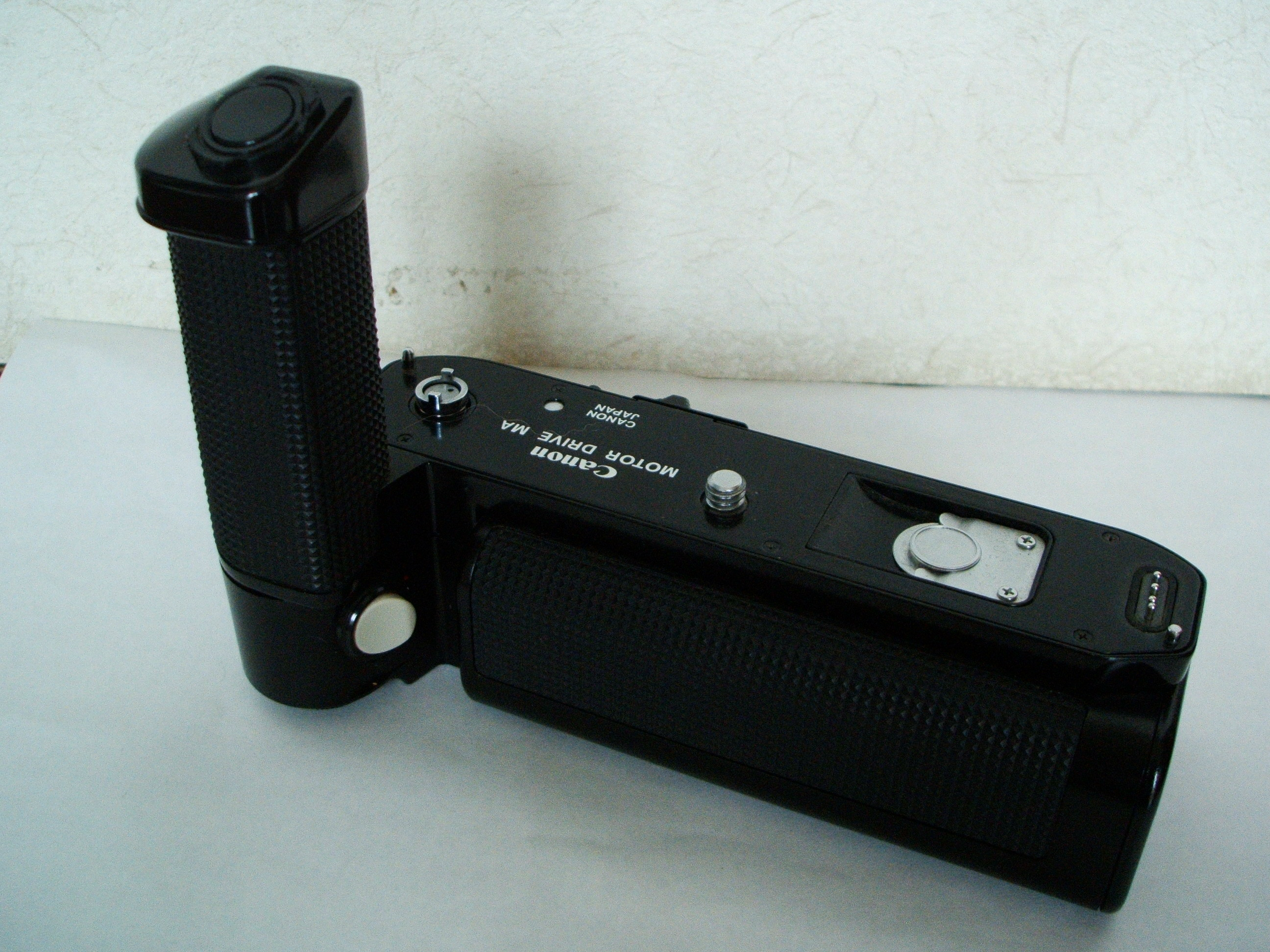
Motor für Canon-Spiegelreflexkameras (SLR) aus den 1970er Jahren. Auf der Oberseite links die Mechanik zur Kopplung an die Filmaufwicklung der Kamera, mittig eine Befestigungsschraube und rechts elektrische Kontakte.
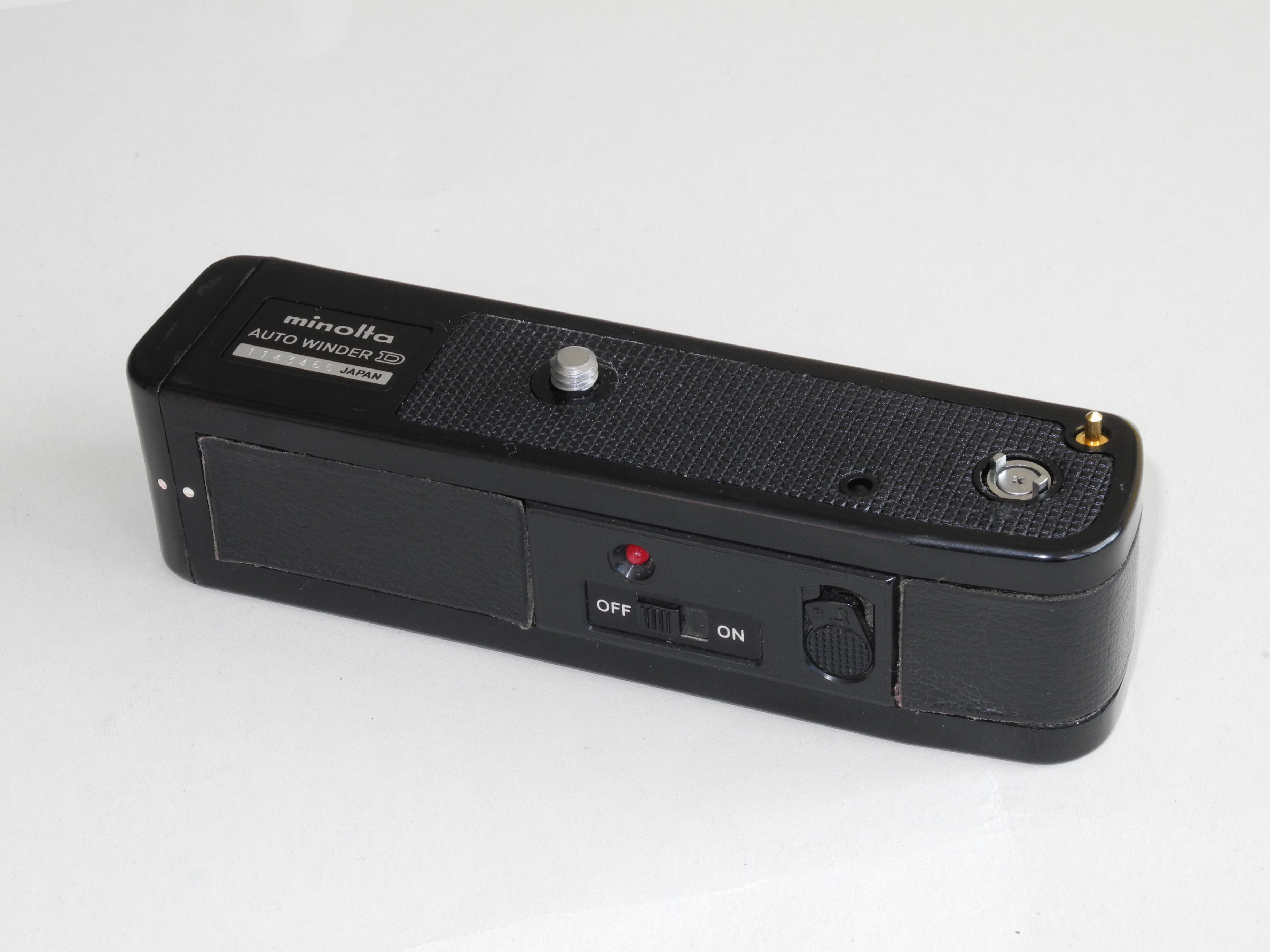
Die so genannten Winder waren eine weniger leistungsfähige und preisgünstige Alternative zum Motor für Kleinbild-SLRs, hier Minolta Auto Winder D aus den 1970ern
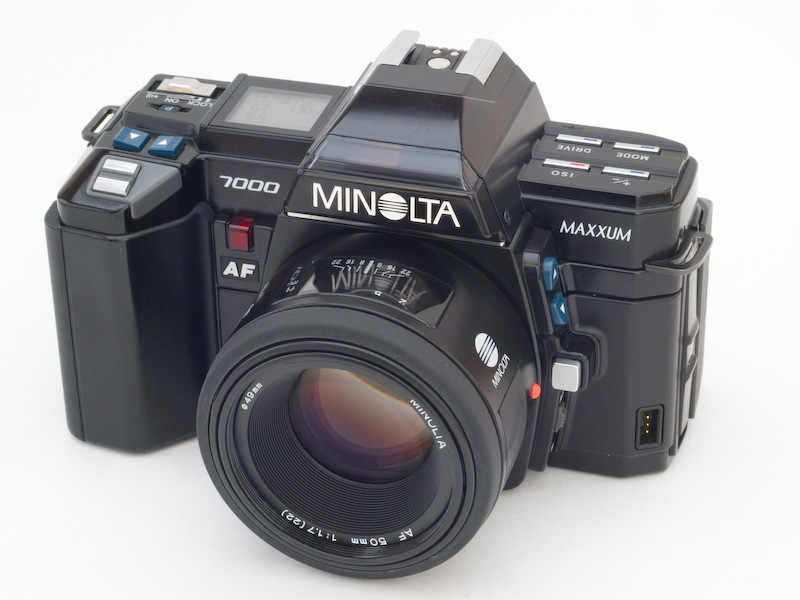
Die Minolta 7000 (1985) war die erste SLR-Kamera, die sowohl einen motorisierten Autofokus als auch einen integrierten Motor für den Filmtransport aufwies.
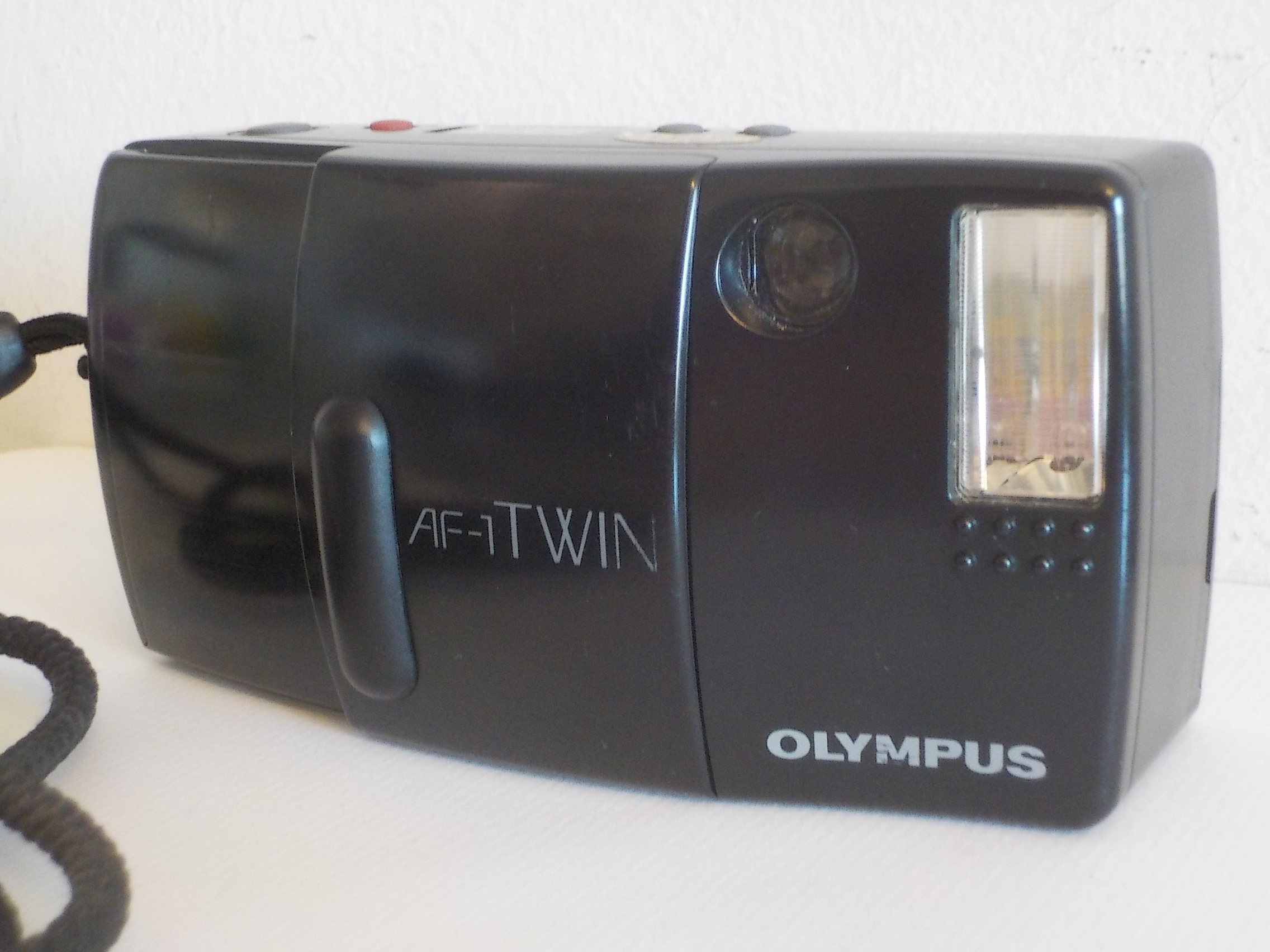
Vollautomatische Kompaktkameras für Amateurfotografen hatten serienmäßig einen integrierten Motor für Filmtransport und Rückspulen. Er war meist nicht für schnell folgende Aufnahmen ausgelegt.
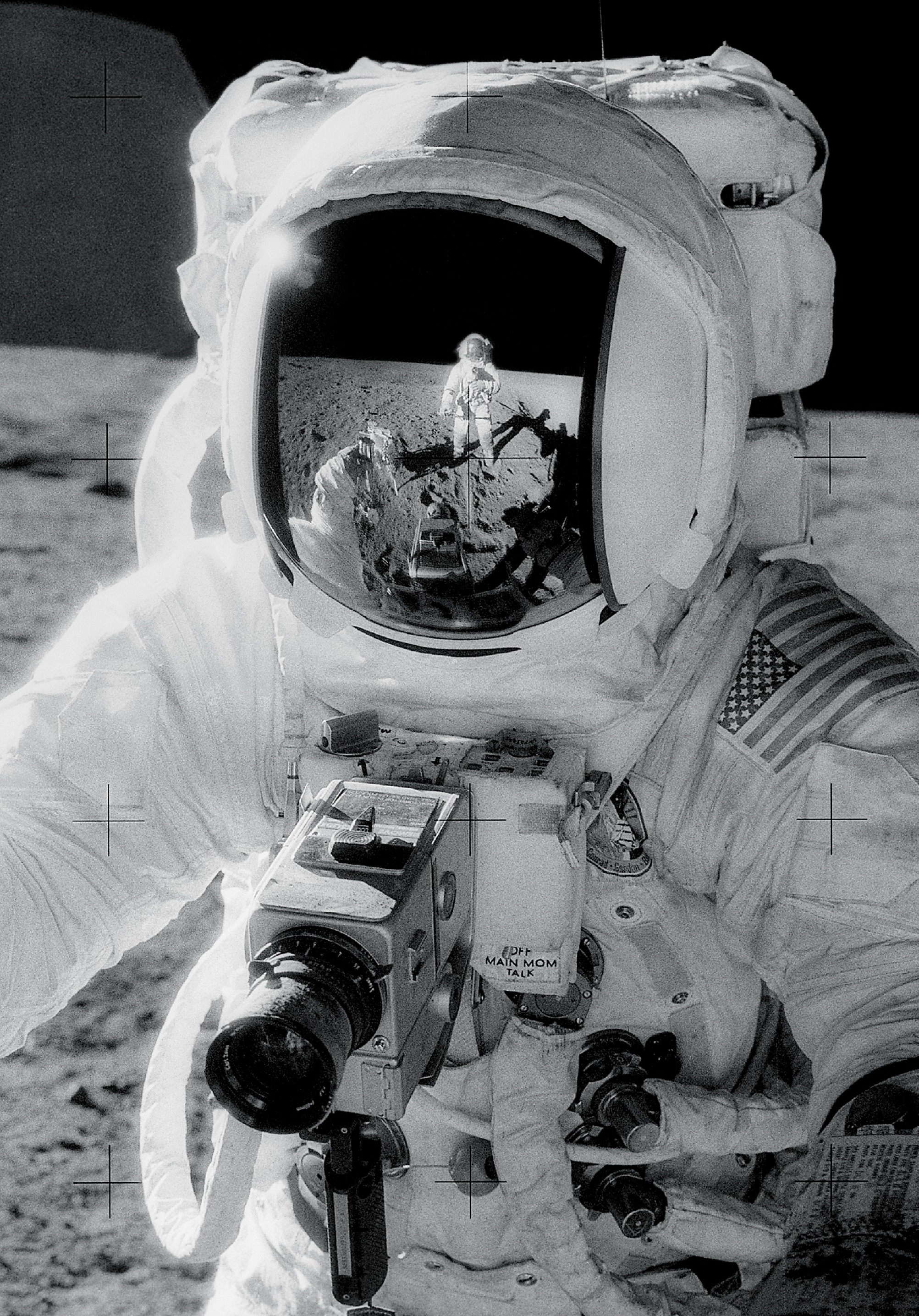
Die US-Astronauten des Apollo-Programms waren mit Mittelformatkameras Hasselblad 500EL ausgerüstet. Diese waren nach NASA-Vorgaben entwickelt und hatten einen über NiCd-Zellen versorgten Motorantrieb.